# Bollmartorn
Bollmartorn (Eryngium × tripartitum) är en människoskapad hybridart i släktet martornar och familjen flockblommiga växter.
Arten är en korsning mellan Eryngium amethystinum och Eryngium planum och förekommer inte vilt i naturen. Den beskrevs av René Louiche Desfontaines 1829.